# Lyces fornax
Lyces fornax là một loài bướm đêm thuộc họ Notodontidae. Loài này có ở giữa-elevations ở miền đông slopes of the Andes from Ecuador to Bolivia.
Ấu trùng ăn Passiflora ligularis.